# Dmytro Pidhurski
Dmytro Iwanowycz Pidhurski, ukr. Дмитро Іванович Підгурський, ros. Дмитрий Иванович Пидгурский – Dmitrij Iwanowicz Pidgurski (ur. 11 lutego 1973 w Dnieprodzierżyńsku, Ukraińska SRR) – ukraiński hokeista, reprezentant Ukrainy. Trener hokejowy.
Jego syn Iwan (ur. 1995) także został hokeistą.

## Kariera zawodnicza
- Sokił Kijów (1990-1996)
  -  SzWSM Kijów (1990/1991)
- Gazowik Tiumeń (1996-1998)
- Dniprowśki Wowky Dniepropetrowsk (2002-2003)
- Dnipro Chersoń (2003-2004)
- Berkut Browary (2004-2005)

W czasie kariery zawodniczej grał w barwach klubów z Ukrainy i Rosji w ligach ukraińskiej i rosyjskiej.
W wieku juniorskim reprezentował ZSRR uczestnicząc w turniejach mistrzostw Europy juniorów do lat 18 edycji 1991. Następnie został reprezentantem Ukrainy. Brał udział w turnieju mistrzostw świata juniorów do lat 20 edycji 1993 Grupy C. Z kadrą seniorską Ukrainy uczestniczył w turniejach mistrzostw świata edycji 1993, 1994, 1996 (Grupa C).

## Kariera trenerska
- Reprezentacja Ukrainy do lat 20 (2009-2011), asystent trenera
- Berkut Kijów (2009-2010), główny trener
- Podił Kijów (2010-2011), asystent trenera
- Berkut Kijów (2011-2013), asystent trenera
- HK Krzemieńczuk (2013-2014), asystent trenera
- HK Krzemieńczuk (2014-2017), główny trener
- Reprezentacja Ukrainy (2015-2017), asystent trenera
- Dnipro Chersoń (2018-2021, 2021-2022), główny trener
- HK Kijów (2022-), główny trener

Po zakończeniu kariery został trenerem. Podjął pracę w narodowym związku hokeja na lodzie w ojczyźnie pełniąc funkcję asystenta trenera kadry kraju do lat 20 w turniejach mistrzostw świata juniorów do lat 20 edycji 2010, 2011. Równolegle pracował z zespołami klubowymi na Ukrainie. Początkowo od 2009 był trenerem w Berkucie Kijów. Od 2013 do 2017 był zatrudniony w Krzemieńczuku, w tym przez trzy sezony jako główny trener, po czym został zastąpiony przez Ołeksandra Sawyckiego. Był asystentem trenera reprezentacji seniorskiej w turniejach mistrzostw świata edycji 2016, 2017. Objął stanowisko głównego trenera drużyny seniorskiej klubu Dnipro Chersoń, w maju 2018 zgłoszonego do Ukraińskiej Hokejowej Ligi edycji 2018/2019 (drugim szkoleniowcem został Ołeh Tymczenko). Na początku lutego 2021 ogłoszono, że nie będzie mógł sprawować stanowiska trenera Dnipra z uwagi na problemy zdrowotne. We wrześniu 2021 wrócił do pracy na stanowisku głównego trenera tego klubu.
Przed sezonem 2022/2023 został szkoleniowcem drużyny HK Kijów.

## Sukcesy
Reprezentacyjne zawodnicze
- Srebrny medal mistrzostw Europy juniorów do lat 18: 1991

Klubowe zawodnicze
- Złoty medal mistrzostw Ukrainy: 1993, 1995 z Sokiłem Kijów
- Srebrny medal mistrzostw Ukrainy: 1994 z Sokiłem Kijów

Indywidualne zawodnicze
- Mistrzostwa Świata Juniorów w Hokeju na Lodzie 1993/Grupa C[11]:
  - Pierwsze miejsce w klasyfikacji asystentów turnieju: 7 asyst
  - Piąte miejsce w klasyfikacji kanadyjskiej turnieju: 9 punktów

Reprezentacyjne szkoleniowe
- Awans do mistrzostw świata Dywizji I Grupy A: 2016

Klubowe szkoleniowe
- Srebrny medal mistrzostw Ukrainy: 2010 z Berkutem Kijów, 2015, 2017 z HK Krzemieńczuk, 2019 z Dnipro Chersoń
- Brązowy medal mistrzostw Ukrainy: 2016 z HK Krzemieńczuk

Indywidualne szkoleniowe
- Ukraińska Hokejowa Liga (2018/2019): najlepszy trener sezonu[12]